# Лодийский мир

Италия во второй половине XV века

Лодийский мир (итал. Pace di Lodi) — мирное соглашение, заключённое 9 апреля 1454 года в Лоди между Миланским герцогством, Неаполитанским королевством и Флорентийской республикой. Оно завершило серию войн за гегемонию в Северной Италии, установив принцип баланса сил (у разных по величине и могуществу королевств, городов-государств, герцогств и т. д. одинаковый, равный статус). Соглашение устанавливало разграничение миланских и венецианских территорий в северной Италии по реке Адде.
Продолжением Лодийских соглашений явилось создание 30 августа 1454 года в Венеции Итальянской лиги — союза государств, которые обязались приходить друг другу на помощь в случае покушения на территориальную целостность любого из них. Это соглашение принесло на четверть века мир на итальянские земли.
Лодийские соглашения были отменены в 1482 году, когда Венеция и Папа начали войну против Милана.